# Doğan Alemdar
Doğan Alemdar (Kayseri, 29 de octubre de 2002) es un futbolista turco que juega de portero en el Stade Rennes F. C. de la Ligue 1. Es internacional con la selección de fútbol de Turquía.

## Trayectoria
Comenzó su carrera deportiva en el Kayserispor, debutando el 19 de diciembre de 2019 en un partido de la Copa de Turquía frente al Manisa FK.
En agosto de 2021 fichó por el Stade Rennes de la Ligue 1, jugando en la competición, el 8 de enero de 2022, en la derrota por 1-0 del Rennes frente al R. C. Lens. Disputó 23 partidos antes de ser cedido al E. S. Troyes A. C. en julio de 2023.

## Selección nacional
Fue internacional sub-17, sub-18, sub-19 y sub-21 con la selección de fútbol de Turquía, antes de convertirse en internacional absoluto, el 7 de junio de 2022, en la victoria de Turquía por 0-6 frente a la selección de fútbol de Lituania en un partido de la Liga de Naciones de la UEFA 2022-23.

## Clubes
| Club                        | País    | Año       |
| --------------------------- | ------- | --------- |
| Kayserispor                 | Turquía | 2019-2021 |
| Stade Rennes F. C.          | Francia | 2021-act. |
| E. S. Troyes A. C. (cedido) | Francia | 2023-2024 |